# (5123) Cino
(5123) Cino es un asteroide que forma parte de los asteroides troyanos de Júpiter, descubierto el 28 de enero de 1989 por Yoshiaki Oshima desde el Observatorio Gekko, Kannami, Japón.

## Designación y nombre
Designado provisionalmente como 1989 BL, se le asignó el nombre definitivo en honor a Cino, una de las ciudades desde donde los locridos zarparon barcos como parte de la armada griega que partió contra Troya.

## Características orbitales
Cino está situado a una distancia media del Sol de 5,232 ua, pudiendo alejarse hasta 5,762 ua y acercarse hasta 4,702 ua. Su excentricidad es 0,101 y la inclinación orbital 8,528 grados. Emplea 4371,87 días en completar una órbita alrededor del Sol.

## Características físicas
La magnitud absoluta de Cino es 10,1. Tiene 35 km de diámetro y su albedo se estima en 0,129.